# Diósförgepatony
Diósförgepatony (szlovákul Orechová Potôň, németül Nusswinkel) község Szlovákiában, a Nagyszombati kerületben, a Dunaszerdahelyi járásban. Dióspatony és Förgepatony egyesítésével jött létre 1850 körül.

## Fekvése
Dunaszerdahelytől 6 km-re északnyugatra fekszik. Bögölypatony tartozik hozzá.

## Története
1397-ben „Gyospothon” néven említik először.
1524-ben II. Lajos oklevelében a Gellei székhez tartozó falvak közt szerepel. 1535-ben 10 lakott és 2 lakatlan porta, valamint 4 zsellértelek volt a községben. Az 1574-es urbáriumban 16 jobbágy, 4 zsellér és 2 nemesi portát említenek. 1599-ben a falu földjeinek nagyobb része a Pálffy család tulajdona lett. 1646-ban 22 lakott és 11 üres porta állt a településen. Az időközben reformátussá lett faluban 1672-ben még működhetett lelkész, de 1674-től ezt ismét megtiltották.
1711-ben a kuruc harcokban elpusztult környező települések Hegypatony, Homokospatony és Felszerpatony lakói is ide költöztek. 1712-ben 15 lakott portája és 4 zsellértelke volt. 1742-ben Bél Mátyás Diós-Patonyként említi a falut. 1758-ban 24 jobbágyi és kisnemesi telek volt itt. 1828-ban 56 házában 401 lakos élt.
Diós- és Förgepatony falvakat 1850 körül egyesítették. 1866-ban nyílt meg a református iskola, 1870-ben felépült a református templom is. 1895-ben elérte a falut a Pozsony–Komárom-vasútvonal.
Vályi András szerint „DIÓS PATONY. Magyar falu Poson Vármegyében, földes Ura a’ Poson Vármegyei Fő Ispánság, lakosai katolikusok, és reformátusok, fekszik a’ Csalóközben, Szent Mikályhoz 1/4 órányira, határja gazdag termékenységű, ’s szép vagyonnyaihoz képest, első Osztálybéli.”
„Förge Patony. Magyar falu Poson Vármegyében, földes Ura Gróf Pálfy, és több Uraságok, lakosai katolikusok, fekszik Sz. Mihályfának szomszédságában, Diós, és Bögöly Patonyhoz is közel, határja 2 nyomásbéli, tiszta rozsot terem leginkább, erdeje, réttye nints, piatza Somorján van.”
Fényes Elek szerint „Patony (Diós), magyar f., Poson vmegyében: 253 kath., 110 ref., 5 zsidó lak. Patony (Förge), magyar f., Poson vgyében: 127 kath., 22 ref., 27 zsidó lak., nemesi curiákkal.”
A trianoni békeszerződésig Pozsony vármegye Dunaszerdahelyi járásához tartozott.

## Népessége
| Év:            | 1994. | 2004.   | 2014.   | 2024.   |
| -------------- | ----- | ------- | ------- | ------- |
| Emberek száma: | 1623  | 1688    | 1687    | 1676    |
| Eltérés:       |       | +4,00 % | -0,05 % | -0,65 % |

| Év:            | 2023. | 2024.   |
| -------------- | ----- | ------- |
| Emberek száma: | 1664  | 1676    |
| Eltérés:       |       | +0,72 % |

1910-ben 769, túlnyomórészt magyar anyanyelvű lakosa volt.
2001-ben 1671 lakosából 1573 fő magyar és 99 szlovák volt.
2011-ben 1678 lakosából 1394 volt magyar, 239 pedig szlovák volt.
2021-ben 1705 lakosából 1322 (+30) magyar, 333 (+27) szlovák, 5 cigány, (+1) ruszin, 5 (+3) egyéb és 40 ismeretlen nemzetiségű volt.

## Nevezetességei
- A régi református templom bontása 1969-ben kezdődött, majd az új, skandináv típusú templomot 1977-ben szentelték fel.
- A római katolikus templomot 1998-ban szentelték fel.
- Slovakia Ring – 6 km hosszú autóverseny-pálya. 2010-ben adták át.[6]

## Testvérvárosai
- Gic, Magyarország